# لوسدن زوید
لوسدن زوید (به هلندی: Leusden-Zuid) یک منطقهٔ مسکونی در هلند است که در لئوسدن واقع شده است. لوسدن زوید ۱٬۹۴۸ نفر جمعیت دارد.